# Halcyon leucocephala
El alción cabeciblanco (Halcyon leucocephala) es una especie de ave coraciforme de la familia Halcyonidae que vive en África y el sur de la península arábiga.

## Descripción

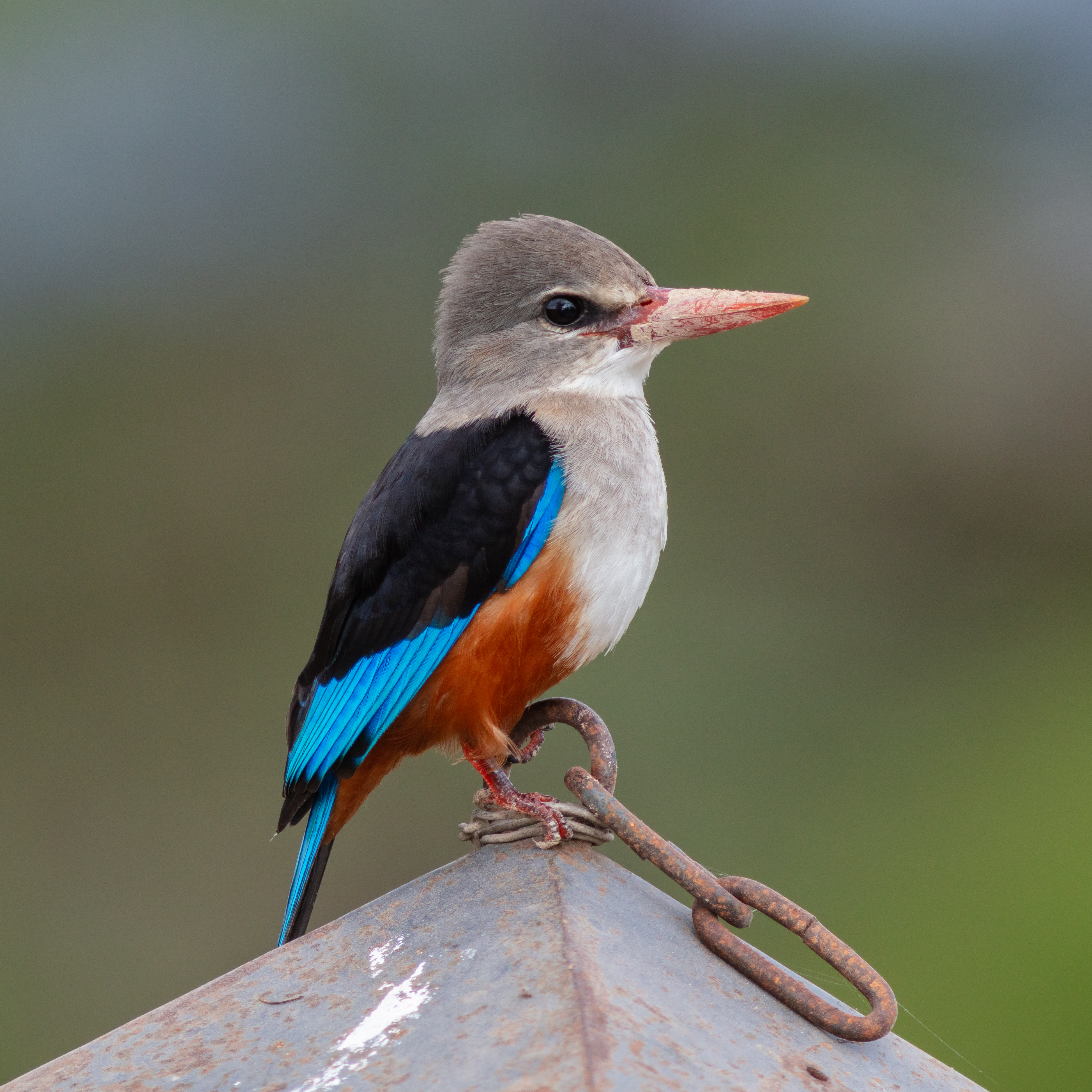
Ejemplar en Kenia.

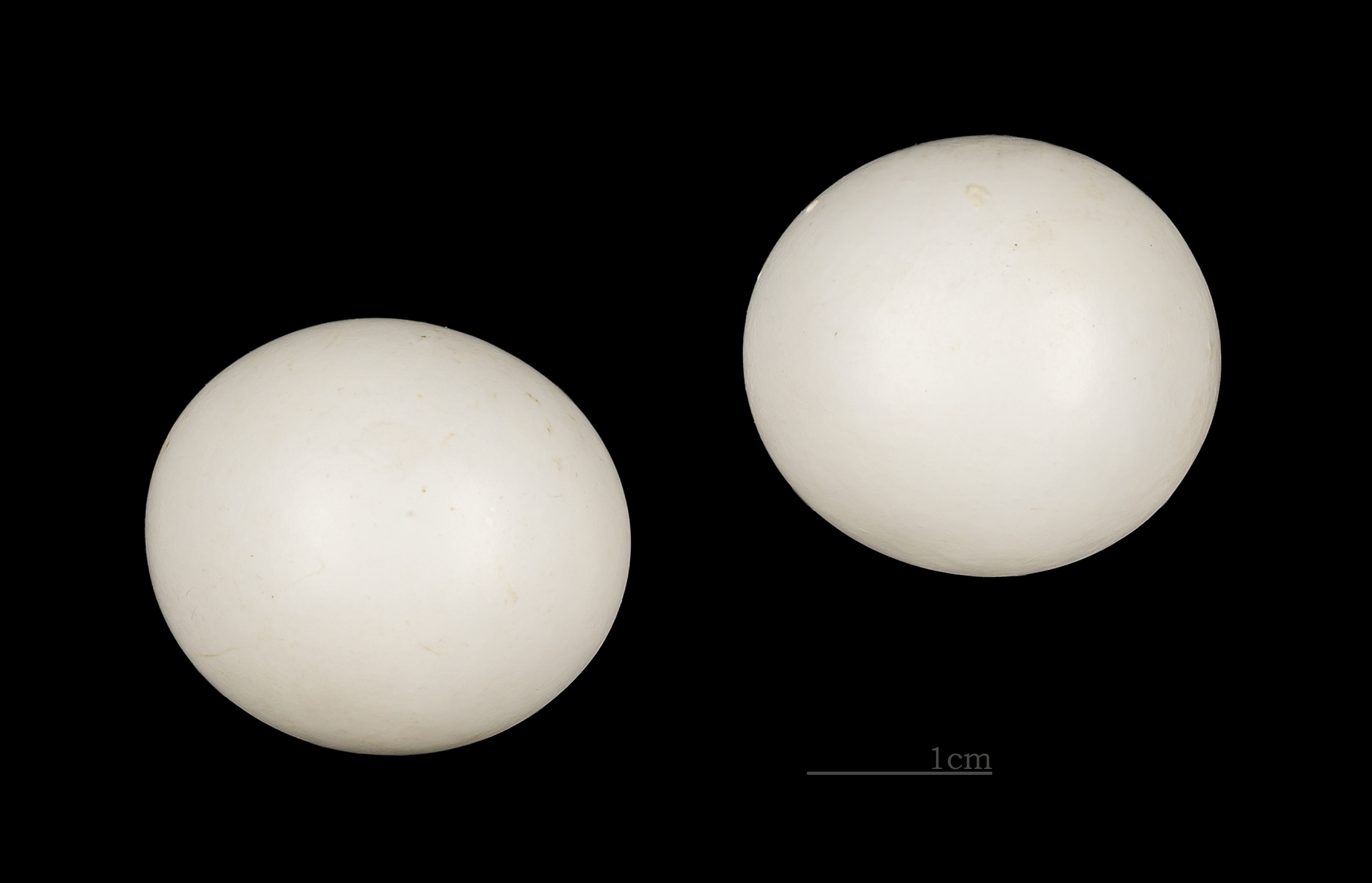
Huevos de Halcyon leucocephala

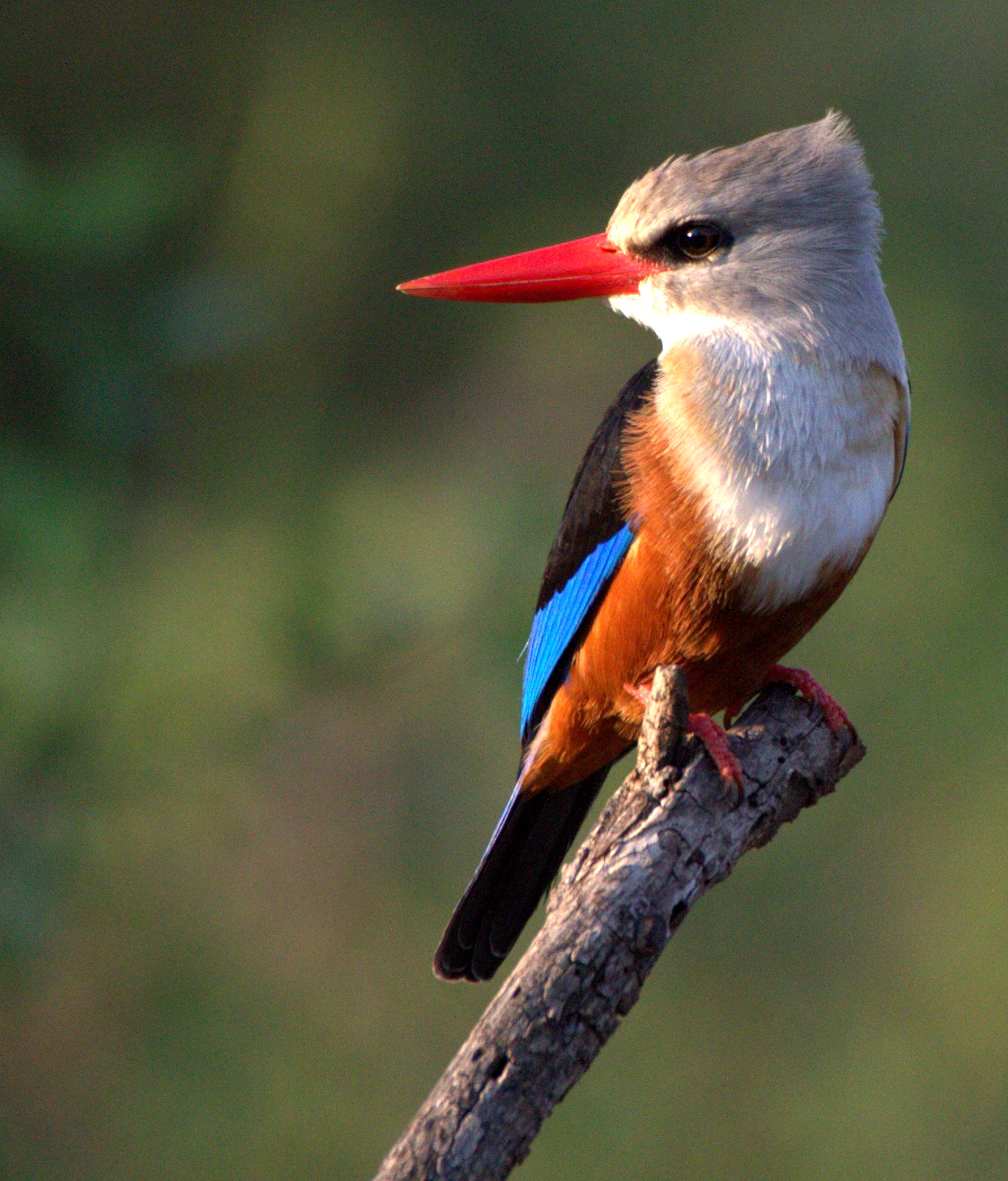
Ejemplar en Tanzania

Su cabeza es gris clara y su pecho blanquecino. Su espalda y las coberteras de las alas son negruzcas mientras que sus plumas primarias y la cola son azul celeste brillante. Su vientre y flancos son de color castaño. Su largo pico es de color rojo intenso. Tiene una apariencia similar al alción cabecipardo aunque este último tiene vetas pardas en la cabeza y solo tiene tonos castaños difusos en el vientre y su pico es rojo pero con la punta negruzca.

## Distribución y hábitat
Se extiende por la mayor parte del África subsahariana tropical, llegando hasta el norte de Sudáfrica, además del sur de la península arábiga y las islas de Cabo Verde. Son aves migratorias que crían en la zona sur de su área de distribución y en la península arábiga y que tras la época de cría se desplaza a regiones más cercanas al ecuador. Durante sus migraciones se desplazan de noche.
Se encuentra en hábitats boscosos y de matorral, a menudo cerca del agua, aunque no es una especie acuática.

## Comportamiento
Se posan en las ramas y permanecen inmóviles mirando al suelo en espera de presas. Se alimentan principalmente de insectos y lagartijas.
Anidan huecos que escavan en los taludes fluviales que protegen agresivamente incluso de los varanos. Sus nidos pueden ser parasitados por el indicador grande.